# Fūma no Kojirō
Fūma no Kojirō (風魔の小次郎, lit. "Kojirō do Clã Fūma"), conhecido no Brasil como Kojiro e os Guardiões do Universo, é um mangá escrito e ilustrado por Masami Kurumada que posteriormente ganhou uma versão em animê. Conta a história de rivalidade ente clãs de ninjas. O personagem principal, Kojirō, é um jovem garoto membro do clã Fūma (espíritos do vento).
Em 1 de junho de 1989, um OVA foi lançado com designs feito por Michi Himeno e Shingo Araki, e foi lançado no Brasil em 1996, em devido ao fato de ser dos mesmos designs de Saint Seiya (Os Cavaleiros do Zodíaco), o OVA ganhou um título em alusão a antiga música-tema homônima exibida na extinta TV Manchete em 1994, quando aproveitava a carona do animê. Em 2003, Kurumada aprovou uma história curta intitulada: Fūma no Kojirō: Ryūsei Ansatsuchō. E, em 3 de outubro de 2007, começou a ser transmitida uma adaptação para dorama na Tokyo Metropolitan Television estrelando Ryouta Murai no papel principal de Kojirō. A abertura, "Ryūsei Rocket", foi interpretada por An Cafe e o encerramento (永遠の刹那, Eien no Setsuna) por On/Off.
Todos os episódios e filmes de Fuma no Kojiro são publicadas no Japão em DVD

## Enredo

### Parte 1: O Clã Yasha
A primeira parte da saga de Kojirō recebe uma proposta de Himeko de colocar ordem na escola. Ele enfrenta como seu rival Kosuke Mibu, que de cara é derrotado. Em seu segundo duelo, ele consegue derrotar Mibu, mas enfrenta Musashi Asuka, que é derrotado pela sua espada longa. Os Fūma 
Ryouma, Kirikaze e Kou salvam Kojirō e o leva para a residência Yagyu. 
Em seguida Kojirō volta a desafiar Musashi com todos os membros Yasha reunidos, mas Kojirō é parado pelos Fūma novamente. Kou desafia Byakko, mas ele é salvo por Shien e empata com Kou, com ambos morrendo. Byakko pega o rosto de Kou e o usa para se infiltrar no clã Fūma. Em seguida, 
Byakko mata Rinpyō e Shoryu, irmão gêmeo de Kou descobre da farça de 
Byakko e manda uma mensagem aos Yasha antes de morrer. Raiden enfrenta 
Kirikaze, mas Raiden é derrotado. Em seguida, Yosui, Kagerō e Anki, mas por Anki ser cego, ele descobre do truque de Kirikaze. Kirikaze engana o trio e Kagerō e Yosui pulam, mas Anki descobre ser outro truque, mas acaba sendo morto por Kirikaze. Musashi em seguida mata 
Reira e Kabutomaru. Chega o momento de Ryouma enfrentar Musashi. Kojirō se recupera depois de um tempo na residência dos Yagyu e Ranko o presenteia com uma Espada Santa Furinkazan. Kojirō aceita a espada e deseja melhoras a ela, mas ela parece ter desenvolvido outros sentimentos pelo Kojirō. Ryouma confronta Musashi com Shikyouken (Prisão de Espelhos), mas Musashi era telepata assim como Dokugan Ryū Ryouma 
(Dragão de Um Olho Só) e consegue superá-lo sem nenhuma dificuldade. 
Assim, surge Kojirō em posse da Furinkazan que derrota todos os membros 
Yasha restando apenas Musashi. Musashi leva desvantagem, mesmo com seu 
Hiryu Haoken era impossível derrotar Kojirō, até a Ōugonken ser revelada por trás da espada longa de Musashi. A batalha tem equilíbrio, até sua 
irmã Erina dar adeus a Musashi. Kojirō parece ter a luta ganha, mas não o mata e seus companheiros comentam que Musashi entrou nos Yasha para pagar o tratamento para sua irmã Erina. Ryouma pergunta porque não matou
Musashi e Kojirō responde dizendo que essa não era a hora para ele morrer e quando for a hora dele morrer ele o mesmo mataria. Assim, os 
Fūma desaparecem como o vento e assim encerra o primeiro arco.

### Parte 2: As Espadas Sagradas
Ryouma e Kojirō retornam para sua terra natal e vê seu mestre Sosui e parte do clã Fūma mortos e são surpreendidos por uma explosão. 
Kirikaze, Shoryu e Ryuho dão a notícia que parte de seu clã foi morto. 
Logo, Kojirō é surpreendido por Rasha, guerreiro de Chaos portando a 
Espada Sagrada Raikoken e Kojirō recua sabendo que sua força não seria o bastante e vai para a cachoeira pegar a Furinkazan que repousa. Rasha vem acompanhado de Shion outro guerreiro de Chaos e Kojirō já em posse 
da Furinkazan derrota Rasha e Shion, se revelando o responsável pela morte de seu mestre e dos Fūma. Em seguida surge Chaos em pessoa e 
teletransporta Kojirō e fala de seu real objetivo e revela que já possui
5 das 10 Espadas Santas. Kojirō ao lembrar do que Chaos disse, ele vai atrás de Musashi. Musashi percebe três membros do Chaos enquanto esculpia uma estátua de madeira para sua falecida irmã e derrota os três mercenários. Kojirō aparece com uma proposta para se aliar a ele ou para entregar a Ōugonken, mas Musashi diz que não ficará com nenhuma das duas. Quando Kojirō e Musashi iam começar a lutar, surge Soshi Date portando sua espada Gureken e diz que não deveriam lutar entre si e sim 
Chaos. Suas espadas teletransportam Kojirō, Musashi e Soshi para algum lugar e é revelado onde foi criada as Espadas Santas e uma mulher misteriosa explica um pouco sobre os 10 guerreiros que portavam suas 
Espadas Santas, como também explica um pouco sobre Chaos e também de seu
Karma e isso tem ocorrido a 4000 anos atrás. Depois de voltarem ao mundo real, surgem Arthur, David e Shura carregando a Shikouken, Jujiken e Genmushouken. Quem enfrenta Kojirō é Arthur, mas ele o derrota por não ser dono legítimo da Shikouken, mas Kojirō acaba ficando cego. Em seguida é David contra Soshi, mas Soshi consegue derrotar David com sua chamas e também por não ser dono legítimo da Jujiken. Em seguida Shura os congela com sua Genmushouken, mas Musashi é libertado por sua 
Ōugonken. Shura o engana usando a imagem de sua falecida irmã, mas 
Musashi consegue contra-atacar Shura e liberta Kojirō, que depois volta a enxergar e Soshi. Em seguida surge Nero portando a Raikoken e pede um cessar fogo para depois começar a batalha final das Espadas Santas. 
Soshi pede a Kojirō para ir ao monte Hakurei onde lá se encontra uma 
outra Espada Santa Byakkuroken. Kojirō dá de cara com uma mulher que o enfrenta achando que fosse um invasor, mas depois Kojirō explica dizendo que veio a procura de um companheiro para lutar a seu lado e ela explica que ele não se encontrava e diz que era apenas guardiã da 
Byakkuroken. Depois ele retorna e reconhece Kojirō como companheiro de cosmo e pede para colocar a Byakkuroken no lugar de onde foi tirado e assim seu companheiro surgirá. Atendendo o desejo da mulher, Kojirō o faz e surge um homem no gelo que se apossa da Byakkuroken se apresentando como Sigma. Com isso só faltará um companheiro de cosmo. 
Ryouma acaba sendo teletransportado por uma força misteriosa e encontra 
Soshi que depois encontra a Espada Sagrada Seiranken. Soshi pede para retirar a espada do gelo e Ryouma adentra no gelo e Soshi o adverte se não retirar a espada do gelo seria confinado no gelo. Ryouma retira a espada e Ryouma é reconhecido como dono da Seiranken se tornando um dos guerreiros do cosmo, completando os 5 guerreiros do cosmo. Além de Nero e
Shura, surgem Chacal, Oz e Chaos, completando os 5 guerreiros de Chaos. A mulher que tinha se comunicado com Kojirō os transporta para o lugar onde foi realizado a batalha de 4000 anos. Musashi se despede de sua irmã antes da batalha final. Os 4 guerreiros do cosmo e de Chaos se encontram e se enfrentam, mas uma força os impede de se mover. A primeira batalha é entre Soshi e Shura, mas ele é enganado por ilusões e pede para ser perfurado pela Genmushouken, mas Soshi tira proveito disso e prende a Genmushouken em seu corpo, assim como Shiryu fez com 
Shura de Capricórnio, ele o perfura com sua Gureken que o incendeia com suas últimas forças, restando a Gureken e Genmushouken. Em seguida 
Sigma e Chacal, mas Chacal leva vantagem, mas apenas fica a sombra de Sigma, que dá uma reviravolta. Mas Chacal usa suas forças que 
ofusca Sigma, mas ambos empatam na luta. Chega a vez de Ryouma e Oz, que
Oz joga Ryouma num buraco em forma de cruz, mas Ryouma sai do buraco e usa o Shikyouken, mas era preciso mais do que isso para vencer Oz. Ele 
lança Ryouma no buraco mais uma vez e faz Ryouma ficar preso na Jujiken.
A Seiranken traz a alma de Ryouma de volta e derrota Oz, mas acaba ficando as espadas de Ryouma e Oz na lápide, assim como as de Chacal, 
Shura, Sigma e Soshi. O próximo combate segue entre Nero e Musashi, mas 
Musashi consegue uma virada destruindo as garras da Raikoken. Nero transfere sua vida na Raikoken, mas é Musashi que desfere o golpe de misericórdia, mas a Ōugonken acaba trincada, deixando Musashi 
transtornado. Kojirō e Chaos travam sua batalha final, mas Chaos leva 
vantagem. Kojirō não se deixa abater perante a força da Hououtenbu, mas acaba sendo enganado com as imagens de seus amigos. Chaos tenta dar o golpe de misericórdia em Kojirō, mas a Furinkazan protege Kojirō. Ambos travam a última luta e Chaos afirma se um deles vencer, ambos 
desapareceriam. Ambos Chaos e Kojirō desaparecem e Kojirō é guiado até uma luz, até a alma de seus amigos o motivarem. Assim, Kojirō muda a sequência da história que faz Kojirō e Chaos voltarem e Kojirō afirma que fez isso no intuito de travar a última batalha. Kojirō consegue trincar a Hououtenbu e derrota Chaos. Assim, para que a guerra de 4000 mil anos não se repita, Kojirō destrói todas as Espadas Santas. A mulher que fez contato com Kojirō leva Kojirō, Ryouma e Musashi para Terra e para evitar incidentes, novas Espadas Santas não serão feitas nunca 
mais.

### Parte 3: A Rebelião
Havia começado uma grande disputa pelo domínio da família Fūma. Rayen acaba lutando contra Sempei, que perde seus sentidos durante o combate.
Quando Sempei recupera sua consciência,
Kirikaze já tinha derrotado mais três companheiros. Somente quando 
Rayen volta ao normal é que o motivo da batalha fica mais claro: alguém estava controlando os acontecimentos. Kojirō, acompanhado de seu irmão
Ryouma, se depara com o conflito e, ao analisar o ocorrido conclui que apenas alguém capaz de controlar mentes poderia ser o responsável por 
tudo. Os dois não tinham dúvidas de que Muma, o único com tais poderes, era o responsável pela briga entre os companheiros e era contra ele que eles deveriam voltar suas forças. O tal responsável derrota Ryuho, 
Shoryu e controla Kirikaze e Ryouma. Depois de Ryouma ser acordado por 
Shoryu, ele e Kojirō voltam para enfrentar Shimon, que estava controlando os Fūma, mas é Kojirō que o derrota.

### Dorama
Similar ao Yasha-hen, mas contado de outra maneira, Kojirō se comporta de maneira imatura e Mibu vive em toda série e irmão da Princesa
Yasha. Quem vence Shiranui é Ryouma, que agora usa um tapa-olho. O confronto de Kou, Byakko e Shien não teve alteração. Depois Rinpyō tem uma luta equilibrada com Byakko e o derrota que descobre da existência 
da Furinkazan. Kirikaze enfrenta Raiden e Anki juntos, mas Kirikaze consegue derrotá-los. Na competição de Judô, Ryuho contra Kurojishi, mas
Ryuho o derrota e é morto por Mibu, que depois rouba a Ōugonken. Mibu 
enfrenta Kojirō mais uma vez, mas as Espadas Santas Furinkazan e 
Ōugonken se colidem tendo um empate. Ryouma e Musashi tem um duelo a parte, mas é salvo por Kojirō. Reira, Shoryu e Kirikaze 
confrontam Kagerō e Yosui, mas os Fūma levam a melhor, mas Kagerō 
sobrevive. Kojirō acaba se apaixonando por Himeko e faz amizade com a irmã de Musashi Erina e Ranko por Ryouma. Reira e Kabutomaru tem mais uma última atuação, mas são mortos por Musashi. Kagerō sequestra Himeko e faz ambas Fūma e Yasha se enfrentarem, tal trama descoberta por Mibu, que mata Kagerō. Ranko enfrenta a arqueira Maya e salva Himeko. Kojirō trava sua batalha final contra Mibu, mas é Kojirō que o derrota e Mibu presenteia a Musashi com a Ōugonken. Durante a batalha entre Kojirō e 
Musashi, o espírito de Erina aparece dizendo para não lutarem e diz que sua vida estaria chegando ao fim. Contudo, mesmo com a morte de sua 
irmã, Musashi decide continuar com a luta, mas é Kojirō que o derrota e acaba com o império Seishkan. Kojirō se despede de Himeko e Ranko de 
Ryouma ficando com seu tapa-olho.
Aviso: Terminam aqui as revelações sobre o enredo.

## Episódios da série

### OVAs
1. O Clã dos Ventos
2. A Técnica Hiryu Haouken
3. Os 8 Generais do Clã Yasha
4. Ilusão na Névoa
5. Aquele que Dança na Luz
6. Chamado de Morte nos Campos Gelados
7. Caos
8. As 10 Espadas Sagradas
9. Cosmo
10. Reunião
11. Fênix
12. Metamorfose
13. A Rebelião do Clã Fuma

### Dorama
1. A Visita de Kojirō
2. A Amiga de Kojirō
3. A Lei dos Ninjas
4. O Homem das Plumas Brancas
5. O Impostor
6. Nevoeiro
7. A Juventude de um Ninja
8. A Lenda das Espadas Santas é Revivida
9. Os Seishikah Desistem?
10. Confissão
11. Queime, As Chamas da Vida
12. O Confronto Final
13. A Despedida! Rumo ao vento!

## Temas da série
Episódio 1 ao 6
- Don't Go Away (tema de abertura, composta por Hidekazu Aoki)
- Goodbye Marry (tema de encerramento, composta por Hidekazu Aoki)

Episódio 7 ao 12
- Shot Out (tema de abertura, composta por Hidekazu Aoki)
- Out My Way (tema de encerramento, composta por Hidekazu Aoki)

Episódio 13
- Kaze no Soldier (tema de abertura, composta por Hidemi Miura)
- Ano hi Kaze no Naka de... (tema de encerramento, composta por Hidekazu Aoki)

Dorama
- Ryusei Rocket (tema de abertura, composta por An Cafe)
- Eien no Setsuna (tema de encerramento, composta por On/Off)

## Personagens
- Sousui – Líder do clã Fūma, também chamado "Irmão Supremo" (anchaa) por todo clã.
- Kojirō – Personagem principal e mais poderoso da família Fūma. É muito leal aos amigos. Sempre leva uma espada de madeira. Mas/devido à sua limitação por carregar uma arma frágil, é presenteado pela Ranko Yagyu, a imponente Espada Santa Furinkazan.
- Shoryu – Este, é um personagem que aparece para auxiliar, já que Kou é seu irmão gêmeo e como ele tem o poder de controlar diversas técnicas de combate conforme a cor de suas penas.
- Kou – É irmão gêmeo de Shoryu, é idêntico a ele, pois como ele, é o único capaz de usar a técnica do Byakkujin (a dança das penas brancas), sua técnica tem o poder de defender e atacar de uma só vez. Entre suas outras penas se encontram as vermelhas; que atacam o inimigo fazendo curvas, as azuis; que vão em linha reta e as negras; que tem a característica de esconder debaixo das penas anteriores para alcançar o coração do oponente.
- Ryuho – Um dos personagens de grande porte por não mostrar qualidades de combate.
- Rinpyō – Shinobi que aparece com uma grandeza, mas é derrotado com facilidade por Byakko, o Kou falso.
- Reira: Este personagem é capaz de controlar o fogo real través de ilusões.
- Kabutomaru – Aparece junto a Reira, mas é derrotado com facilidade por Musashi Asuka.
- Komomo (Dorama) – Amiga de infância de Kojirō que mais tarde se torna membro do clã Fūma.
- Kojirō (mangá) – Personagem que aparece como discípulo do verdadeiro Kojirō Fūma: Yagyu Ansatsu Chō é muito parecido com ele, possui um Kimono chamado "Tora".
- Juzō – Um membro do clã Fūma que aparece unicamente na saga Hanran do mangá, é traido e morto por Raien, um de seus companheiros do clã Fūma.
- Raien – possui o poder de controlar os raios, o que o torna um dos mais poderosos entre os Fūma. Ele é meio estourado e não possui muito discernimento das coisas.
- Ryouma – Irmão de Kojirō conhecido como o Dokugan Ryū (Dragão de um Olho só). É o mais forte de todos. Quando ele se une ao irmão, eles criam a "Linha Espiritual", impossível de ser anulada e com a qual eles podem caçar seus inimigos em qualquer lugar. Ele é convocado na batalha de 4000 anos em que é guiado pela Espada Santa Seiranken, em que Soshi o aguardava, um companheiro que compõe os Guerreiros do Cosmo. Depois de se apossar da Seiranken, se une a Kojirō, Soshi e Sigma, convocado por Kojirō para travar a batalha final contra Chaos, em que empata contra Ox na batalha final nas Espadas Santas.
- Kirikaze – O mais sensível da série, embora seus poderes sejam devastadores, principalmente seu golpe "Ilusão da Cerração de Fūma" que derrota os adversários de uma vez.
- Shimon – (Filme) Personagem estranho que surge do nada se dizendo da família Fūma. A única coisa que se sabe dele é que é tão bom de briga quanto Ryouma. Shimon também tem o poder de hipnotizar quem ele quiser e, quando ele concentra seu olhar, solta um terrível facho de luz.
- Muma – (Filme) Considerado o mais inteligente dos Fūma, possui poderes extrassensoriais e, por isso, foi acusado por Kojiro e Ryouma de ser o articulador da intriga que cercou o clã.
- Musashi Asuka – Pertencente ao instituto Seishkan, Musashi é um dos principais personagens da primeira saga, este personagem não pertence a nenhum clã, é um mercenário que só mata por dinheiro, é contratado pelo clã Yasha para acabar com todo clã Fūma. É igual ao  Ryouma, é um guerreiro psíquico capaz de ler e controlar as mentes de outros, Musashi tem uma irmã mais nova que repousa no hospital, Erina Asuka, que reza por ele como na primeira fase, em seguida, é revelado que Musashi possuía uma espada que se escondia por trás da espada longa, Espada Santa, a Ōugonken, que derrota Kojirō, mas não o mata ao saber da morte de sua irmã e tem seu corpo congelado, mas é salvo por Kojirō por também ouvir a voz de sua irmã. Posteriormente, se junta ao grupo dos Guerreiros do Cosmo da Espada Santa, sabendo que Chaos viria atrás da Ōugonken junto com Kojirō no decorrer da série, embora não tivesse nenhuma intenção de ajudar Kojirō. No Dorama ele carrega uma espada comum.
- Erina Asuka – Irmã bondosa de Musashi que se preocupa com o irmão, como também não gosta que o irmão trave batalhas sem sentido. Morre no primeiro arco da série por estar doente. No Dorama ela faz  amizade com Kojirō.
- Ranko Yagyu – Depois de entregar a mensagem a Kojirō para dar conta dos valentões da escola Hakuo, é muito sensível, mesmo quando Kojirō se atreveu a aprontar da suas, a ponto de criar caso com ele. Ela o presenteia com a espada Furinkazan. Esta chega depois a ter outros sentimentos por ele. No Dorama por Ryouma.
- Himeko Hojo – Diretora da escola Hakuo que pede a Kojirō para por ordem na escola, no Dorama chega a ter sentimentos pelo Kojirō.
- Kosuke Mibu – Foi um dos primeiros e grandes adversários a enfrentar Kojirō, portando uma espada de uma árvore de 3000 anos, mas acaba sendo derrotado por Kojirō. No Dorama ele se apossa da Ōugonken, que depois presenteia a Musashi antes de morrer.
- Byakko – Pertencente ao clã Yasha que confronta Kou, mas é derrotado e salvo por Shien, que morre em seu lugar. Mais tarde este toma a aparência de Kou para acabar com os Fuma, que mais tarde é descoberto por Shoryu e acaba sendo derrotado.
- Shien – Pertencente ao clã Yasha que protege Byakko na batalha contra Kou e empata com ele no final.
- Raiden – Guerreiro do clã Yasha que confronta Kirikaze e acaba sendo derrotado.
- Anki – Guerreiro do clã Yasha que descobre do truque de Kirikaze devido à sua cegueira, mas acaba sendo derrotado.
- Kagerō – Guerreiro do clã Yasha derrotado por Kojirō. No Dorama ele é derrotado por Mibu quando ele tentava fazer os Yashas e Fūma se enfrentarem.
- Yosui – Guerreiro do clã Yasha derrotado por Kojirō. No Dorama ele é derrotado por Reira.
- Shiranui – Guerreiro do clã Yasha derrotado por Kojirō. No Dorama ele é derrotado por Ryouma.
- Kurojishi – Guerreiro do clã Yasha derrotado por Kojirō. No Dorama ele é derrotado por Ryuho e morto por Mibu.
- Princesa Yasha – Fez uma proposta a Musashi de acabar com os Fuma no intuito de pagar o tratamento de sua irmã Erina no hospital. Pouco se sabe dela. No Dorama ela aparece como irmã de Mibu.
- Maya – Arqueira presente apenas no anime e no Dorama em que enfrenta Ranko.
- Soshi Date – Guerreiro que representa os Guardiões do Cosmo, que interrompe o duelo de Kojirō e Musashi e diz que deveria enfrentar seu verdadeiro inimigo, o Chaos. Ele acaba se matando junto de Shura. Sua espada é a Gurenken.
- Sigma – Evocado por Kojirō, para lutar junto de Kojirō como um dos Guardiões do Cosmo. Acaba se matando junto de Chacal. Sua espada é a Byakkuroken.
- Arthur – Aparece portando a espada Shikouken, mas este tem seus poderes rebatidos pela Furinkazan de Kojirō e por não consegui-la usar adequadamente por não ser o legítimo dono da espada.
- David – Seria aquele a enfrentar Kojirō que estava cego por causa da espada Shikouken, mas ele é salvo por Soshi e é derrotado por não ser dono legítimo de portar a Jujiken.
- Rasha – Guerreiro portando a Raikoken e derrotado por Kojirō. Este não é dono legítimo da Raikoken.
- Shion – Guerreiro de Chaos e derrotado por Kojirō, que matou parte do clã Fuma.
- Nero – Confronta Musashi no duelo de espadas, mas este acaba empatando na luta contra Musashi. Porta a espada Raikoken.
- Shura – Guerreiro portador de ilusões que engana Musashi usando a imagem de sua falecida irmã Erina, mas não conseguiu derrotá-lo. Em seguida empata sendo morto junto de Soshi. Ele porta a Genmushouken.
- Chacal – Guerreiro de Chaos que carrega a espada da luz Shikouken que confronta Sigma, mas este acaba empatando com Sigma. Ele porta a Shikouken.
- Oz – Era o possessor da Seiranken, que depois passa a pertencer Ryouma.
- Ox – Guerreiro que carrega a espada Jujiken que desafia Ryouma, mas este acaba empatando.
- Chaos – Enfrenta Kojirō na batalha final, mas este é arrebatado por Kojirō e sua imponente espada Furinkazan. Ele porta a espada Hououtenbu.

## Dubladores

### Originais
- Kojirō: Keiichi Nanba
- Ryouma: Hideyuki Hori
- Kirikaze: Nobuo Tobita
- Ryuho: Yūsaku Yara
- Kou: Shigeru Nakahara
- Shouryu: Shigeru Nakahara
- Rinpyō: Kouichi Yamadera
- Kabutomaru: Michitaka Kobayashi
- Reira: Toshihiko Seki
- Sosui: Hideyuki Tanaka
- Ranko Yagyū: Mami Koyama
- Himeko Hojo: Yuuko Mizutani
- Musashi Asuka: Shō Hayami
- Erina Asuka: Chieko Honda
- Kōsuke Mibu: Kazuhiko Inoue
- Princesa Yasha: Fumi Hirano
- Byakko: Ken'yū Horiuchi
- Shien: Yoku Shioya
- Raiden: Masashi Hironaka
- Anki: Ryō Horikawa
- Kurojishi: Banjō Ginga
- Yōsui: Kaneto Shiozawa
- Kagerō: Jūrōta Kosugi
- Sigma: Kazuki Yao
- Soshi Date: Yasunori Matsumoto
- Imperador do Chaos: Hirotaka Suzuoki
- Nero: Hirokazu Hiramatsu
- Oz: Takeshi Kusao
- Chacal: Nobuyuki Furuta
- Shura: Takehito Koyasu
- Rasha: Hiroyuki Shibamoto
- Shion: Bin Shimada

### Dubladores brasileiros
- Kojirō: Sérgio Rufino
- Ryouma: Rogério Vieira
- Kirikaze: Fabio Moura
- Ryuho: Afonso Amajones
- Kou: Sérgio Moreno
- Shouryu: Alfredo Rollo
- Ranko Yagyū: Fátma Noya
- Himeko Hojo: Márcia Regina
- Musashi Asuka: Leonardo Camilo
- Erina Asuka: Letícia Quinto
- Kōsuke Mibu: Mauro Eduardo
- Princesa Yasha: Cecilia Lemes
- Byakko: Hermes Barolli
- Shien: Figueira Jr.
- Raiden: Francisco Brêtas
- Anki: Silvio Giraldi
- Kurojishi: Guilherme Lopes

### Atores do Dorama
- Kojirō: Ryouta Murai
- Ryouma: Gaku Shindo
- Kirikaze: Yūta Furukawa
- Ryuho: Takehisa Takayama
- Kou: Naoya Sakamoto
- Shouryu: Kazuya Sakamoto
- Rinpyō: Tsuyoshi Takahashi
- Kabutomaru: Shingo Yashiro
- Reira: Hiroki Suzuki
- Ranko Yagyū: Ayumi
- Himeko Hojo: Makoto Kawahara
- Musashi Asuka: Takuji Kawakubo
- Erina Asuka: Nonoka Imaizumi
- Kōsuke Mibu: Rei Fujita
- Princesa Yasha: Natsuki Okamoto
- Byakko: Yasuka Saitoh
- Shien: Atsushi Maruyama
- Raiden: Takuma Harada
- Anki: Kōtarō Endou
- Kurojishi: Jun Shirota
- Yōsui: Yū Kawada
- Kagerō: Kōji Tashiro
- Shiranui: Haruki Itabashi

## Live Action
No Japão (Tokyo Metropolitan Television), foi lançado um live-action da primeira parte Fuma no Kojiro,  de 13 episódios, então lançado em DVD.